# Aktedrilus brevis
Aktedrilus brevis är en ringmaskart som beskrevs av Erséus 1980. Aktedrilus brevis ingår i släktet Aktedrilus och familjen glattmaskar. Inga underarter finns listade i Catalogue of Life.